# Decisiones: unos ganan, otros pierden
Decisiones: unos ganan, otros pierden es una serie de televisión de antología dramática estadounidense, producida por Telemundo Global Studios y Argos Comunicación en colaboración con Cinemat para Telemundo en el 2019. Esta presentado por Héctor Suárez Gomís como el anfitrión del programa. Se estrenó el 10 de diciembre de 2019, en sustitución de El final del paraíso en horario semanal.
Está basada en la serie de televisión Decisiones, igualmente producida por Telemundo, que a su vez es una nueva temporada o entrega de la misma, la cual esta grabada íntegramente en 4K de ultra alta definición. El concepto está a cargo de Juan Marcos Blanco, Sergio Mendoza y Marcos Santana.

## Premisa
En esta nueva entrega (que está más inclinada hacia el thriller, el suspenso y la acción), cuenta historias que afectan a la gente de hoy en su vida cotidiana. Inspirado por investigaciones de alto perfil, casos de identidad humana, luchas sociales y políticas, cada episodio se centra en una decisión trascendental que cambiará la vida de los personajes principales de una manera conmovedora, extraordinaria y radical. Al finalizar cada episodio, se incluirán estadísticas actuales relacionadas con la trama central, que fueron elaboradas por Noticias Telemundo para crear conciencia y reflexión sobre los temas.

## Reparto
En octubre de 2019, el sitio web de NBCUniversal Media Village publicó una extensa lista de actores que participan en la serie.
- Laura Flores
- Adriano Zendejas
- Litzy
- Jason Day
- Elyfer Torres
- Luciano D'Alessandro
- María Cecilia Sánchez
- Laura González
- Luz Ramos
- Salvador Zerboni
- Estefanía Villarreal
- Christopher Millán
- Gregorio Pernia
- Lorna Cepeda
- Martín Barba
- Omar Germenos
- Kendra Santacruz
- Gabriela Roel
- Irán Castillo
- Pepe Gámez
- Margarita Magaña
- Isabella Sierra
- Margarita Muñoz
- Mario Loría
- Santiago Ramundo
- Juan Pablo Gil
- Carla Carrillo
- Regina Pavón
- Eduardo Victoria
- Christian Tappan
- Géraldine Zivic
- Sebastián Caicedo
- Juan Pablo Llano
- Jorge Luis Pila
- Marcela Carvajal
- Sebastián Silva
- Ana Harlen
- Gabriel Tarantini
- Ana María Estupiñán
- Zharick León

## Audiencia
| Temporada | Horario (ET/CT)                                                       | Episodios | Primera emisión         | Primera emisión      | Última emisión      | Última emisión       | Prom. de espectadores (millones) |
| Temporada | Horario (ET/CT)                                                       | Episodios | Fecha                   | Audiencia (millones) | Fecha               | Audiencia (millones) | Prom. de espectadores (millones) |
| --------- | --------------------------------------------------------------------- | --------- | ----------------------- | -------------------- | ------------------- | -------------------- | -------------------------------- |
| 1         | lunes a viernes 9pm/8c (eps. 1-9) lunes a viernes 8pm/7c (eps. 10-27) | 27        | 10 de diciembre de 2019 | 0.91                 | 17 de enero de 2020 | 0.68                 | 0.76                             |

Notas
1. ↑  Los primeros 27 episodios se emitieron de lunes a viernes con índice de audiencia registrada; mientras que desde el episodio 28, la serie es emitida los domingos a las 12:30am/11:30c.

## Episodios
| N.º | Título                   | Dirigido por      | Escrito por                            | Fecha de emisión original | Audiencia (millones) |
| --- | ------------------------ | ----------------- | -------------------------------------- | ------------------------- | -------------------- |
| 1 | «El Cazador»             | Héctor Márquez    | Erick Hernández                        | 10 de diciembre de 2019   | 0.91                 |
| William es veterano de guerra, de 30 años, minusválido que sufrió una herida de bala en la pierna durante la guerra. Resentido y ermitaño, dedica sus horas libres a cazar migrantes que cruzan la frontera, como miembro de una brigada supremacista. La vida del joven cambia radicalmente cuando una noche descubre, oculta en el cobertizo, a Rocío, una joven mexicana embarazada. Reparto: Litzy como Rocío Espinoza, Christopher Millán como William, Ricardo Kleinbaum como Duncan, Kendra Santacruz como Grace, Yamil Sesin como el Sheriff, Salim Rubiales como Pedro. |                          |                   |                                        |                           |                      |
| 2 | «Furia en el tráfico»    | Sebastián Hiriart | Erick Hernández                        | 11 de diciembre de 2019   | 0.79                 |
| Carlos López, es un profesor de secundaria, casado y padre de familia, quien tiene un romance con Lorena, una de sus alumnas. Una tarde, mientras conduce su auto y discute con Lorena, Carlos comete una imprudencia que casi termina en accidente. Cuando se baja del auto para hablar con el otro conductor, surge una discusión. En la pelea, Carlos golpea al otro hombre y huye de la escena, una decisión impulsiva que le dará un giro de 180 grados a su vida. Reparto: Jorge Luis Pila como Carlos López, Alejandra Villafañe como Lorena, Fiona Horsey como Elena, Mónica Gaviria como Lucía López, David Páez como Abelardo López, Daniel Espinosa como El Director, Adriana Bustos como la Presentadora de TV, Jessica Kehayias como Teresa Vanes. |                          |                   |                                        |                           |                      |
| 3 | «El baúl»                | Carlos Bolado     | Gerardo Cadena                         | 12 de diciembre de 2019   | 0.78                 |
| Emilio, un estudiante de ingeniería con un futuro prometedor termina su relación con Alicia, quien desaparece. Las pruebas lo inculpan por lo que su madre, Helena, una poderosa y admirada empresaria, lo apoya. Emilio descubre un baúl secreto con pruebas que delatan al verdadero asesino, una dura realidad que enfrentará a pesar de su posesiva y controladora madre. Reparto: Adriano Zendejas como Emilio Savater, Laura Flores como Helena Savater, Ana Cristina como Alicia Tovar, Javier Díaz Dueñas como el Detective, Roy Verdiguel como Jaime, Alejandra Maldonado como la Sra. Tovar. |                          |                   |                                        |                           |                      |
| 4 | «Videos íntimos»         | Nicolás Reyes     | Bibiana Mayorga                        | 13 de diciembre de 2019   | 0.86                 |
| Andrés es un atractivo y acaudalado ejecutivo de una importadora. Codiciado por varias mujeres, Andrés lleva secretamente una vida peligrosa y sexualmente pervertida como un depredador sexual que graba a chicas ingenuas generando material pornográfico que después distribuye en chats privados y portales para adultos. Emily, una joven humilde que trabaja como asistente de Andrés, descubre sus crímenes y deberá decidir si puede hacer lo correcto. Reparto: Javier Jattin como Andrés Arango, Elizabeth Minotta como Emily Ramírez, Ricardo Vélez como Diego Arango, Daniel Toro como Tomás, Hibened Carreño como Dayana, Isabela Amado como Nataly, Laura Cano como Karen, Marcela Bustamante como la Sra. Arango.                                |                          |                   |                                        |                           |                      |
| 5 | «Sueño en tinieblas»     | Claudia Pedraza   | María José Ferreiro                    | 16 de diciembre de 2019   | 0.69                 |
| Guillermo, un joven piloto comercial, por imprudencia tiene un accidente de tránsito en el cual un padre muere y su hijo de 12 años queda en estado crítico. Guillermo huye del lugar de los hechos, y desde ese instante lo sucedido lo persigue como un fantasma que lo tortura lentamente. Guillermo escucha en las noticias que el niño, Eduardo, necesita urgentemente donantes de sangre y ambos son del mismo tipo, así que decide presentarse en el hospital para ayudarlo. Ese día conoce a Mabel, la madre de Eduardo, y se verá forzado a tomar una difícil decisión que le traerá consecuencias graves a su vida. Reparto: Luciano D'Alessandro como Guillermo, Gabriel Piñeros como Eduardo, María Cecilia Sánchez como Mabel.                     |                          |                   |                                        |                           |                      |
| 6 | «Celos asesinos»         | Conrado Martínez  | Felipe Silva                           | 17 de diciembre de 2019   | 0.89                 |
| Laura es una mujer que sufre de obesidad y está obsesionada con perder peso. Su esposo la desprecia y se burla de ella, pero ante la sociedad ella finge tener un matrimonio perfecto. Hasta que un día descubre que su esposo Manuel es infiel y que también quiere robarle todo su dinero para escapar con su amante. Entonces, sin pensarlo, Laura toma una decisión que la cambiará por completo y que la hará terminar en prisión sentenciada a 19 años de cárcel. Reparto: Salvador Zerboni como Manuel, Estefanía Villarreal como Laura Sánchez, Susana Rentería como Alma, Susana Posada como Clara, Kris Cifuentes como Jaime, Max Landon |                          |                   |                                        |                           |                      |
| 7 | «Speed»                  | Conrado Martínez  | Patricia Rodríguez                     | 18 de diciembre de 2019   | 0.83                 |
| Acorralada por la presión de sus responsabilidades, Eugenia, una madre soltera de 35 años, prueba las anfetaminas. Poco a poco pierde el control y su consumo aumenta. Reparto: Luz Ramos como Eugenia Hernández, Gregorio Urquijo como David, Carlos Fonseca como El Profesor, Manuel Castillo como Tomás, Rodolfo Carderón como Gabo, Flor Payán como Carla, Fernanda Tovar, Carla Arredondo, Antonio Montes, José Colindres. |                          |                   |                                        |                           |                      |
| 8 | «Acosado»                | Gennys Pérez      | Carlos Moreno                          | 19 de diciembre de 2019   | 0.56                 |
| Miguel Sandí es un maestro de música admirado por su talento. El día que lo nombran director del conservatorio más importante de la ciudad, aparece una denuncia en su contra por violación. Reparto: Christian Tappan como Miguel Sandí, Bibiana Navas como Rosario Olmedo, Estefanía Piñeres como Lorena, Kristal Restrepo como Itzel, Tatiana Barrero como Claudia, Walter Luengas como Ricardo Margalí, Laura González como Patty Sandí, Juan Camilo Upegui como Santiago "Santi" Sandí, Felipe Salazar como Lorenzo, Hans Hormanza como Tony. |                          |                   |                                        |                           |                      |
| 9 | «Decidí volver»          | Javier Patrón Fox | Carlos Fernández de Soto               | 20 de diciembre de 2019   | 0.63                 |
| Adriana es una oftalmóloga y participa en brigadas médicas en cárceles, en una de estas conoce a Ramiro, un convicto. Al salir de la cárcel establecen una relación, la cual se torna violenta. Reparto: Irán Castillo como Adriana, Pepe Gámez como Javier, Carlos Speitzer como Ramiro Loaiza, Lourdes Reyes como Valentina, Alejander Thierry como Juan, Leonardo Alonso como el Detective Salas, Irving Aranda como Policía. |                          |                   |                                        |                           |                      |
| 10 | «Los timadores»          | Nicolás Reyes     | Antonio Nogales                        | 23 de diciembre de 2019   | 0.86                 |
| Una madre convierte a su hijo en un criminal y forman el equipo perfecto. Años después, todo se descontrola y Gloria tendrá que elegir entre salvar a Nicolás, el hijo que abandonó, o a Lucas. Reparto: Marcela Carvajal como Gloria de Santos, Felipe Arcila como Nicolás Contreras, Adriana Silva como Teresa, Juan Carlos Solarte como Federico Santos, Juan Sebastián Diez como Lucas Santos, Edgar Rojas como Agustín Echeverri. |                          |                   |                                        |                           |                      |
| 11 | «La venganza»            | Conrado Martínez  | Erick Hernández                        | 25 de diciembre de 2019   | 0.78                 |
| Moisés es viudo y crio a su única hija Verónica, ella conoce a un joven atractivo y con un comportamiento extraño. Las muchachas se alejan de él al descubrir que es esquizofrénico y bipolar. Reparto: Alberto Casanova como Moisés Sánchez, Macarena García Romero como Verónica Sánchez, Juan Pablo Gil como Federico Lombardi, Sara Manni como Alicia, Rodrigo Rojo como el John Melendez. |                          |                   |                                        |                           |                      |
| 12 | «Regalo de vida»         | Claudia Pedraza   | Erick Hernández Juan Ponce             | 26 de diciembre de 2019   | 0.97                 |
| Margarita es una madre que recibe malas noticias sobre su estado de salud. Ella sabe que es incurable y antes que la enfermedad siga avanzando, toma una drástica decisión. Reparto: Zharick León como Margarita, Margalida Castro como Justina, Alejandra Chamorro como Flora, Julián Delgado como Josué, Mauricio Navas como el Dr. Serrano, Luis Nova como Paramédico. |                          |                   |                                        |                           |                      |
| 13 | «Amor de madre»          | Otto Rodríguez    | Felipe Silva                           | 27 de diciembre de 2019   | 0.73                 |
| Bibi Molina Cano, una chica de 19 años ha vivido toda su vida bajo el yugo de su madre. Comienza una relación por internet y espera que su príncipe la salve de la situación que vive casa. Reparto: Ana María Estupiñán como Bibi Molina, Jeannette Lehr como Dina Cano, Osvaldo Strongoli, Laura Rosguer como Linda, Santiago Bitart como Ignacio Castillo, Randolph Melgarejo como Doctor, Oscar Escobar, Blanca Jara como Policía, Carlos Páez como Doctor, Steven Aronson como Jim. |                          |                   |                                        |                           |                      |
| 14 | «El sobreviviente»       | Javier Patrón Fox | Antonio Nogales                        | 30 de diciembre de 2019   | 0.71                 |
| Nacido en el peor de los ambientes, Román Franco es un superviviente nato. Confía en llegar a ser el nuevo gobernador. Pero, su pasado regresa por venganza y él deberá pasar una dura prueba. Reparto: Eduardo Victoria como Román Franco, Marcia Coutiño como Carolina, Mavi Navarro como Alejandra, Fernando Garzafox como Darío, Luis Yeverino como Fernando, Lucía Tinajero como Mía Franco, Mónica Blanchet como Mónica Castaño, Miguel Bustos como Reyes. |                          |                   |                                        |                           |                      |
| 15 | «Pacto de silencio»      | Nicolás Reyes     | Yamile Daza Andrés Guzmán Diego Osorio | 1 de enero de 2020        | 0.51                 |
| David y Fernando de 17 años, tienen personalidades muy diferentes, pero son grandes amigos. Ambos participan en un reto que causa un terrible accidente automovilístico. Reparto: César Mora como Silverio, Alejandra Miranda como Mariana, Diego Garzón como Fernando, Andrés Simón como David, César Manzano como el padre de David, María Paula Cardona como Catalina, Enrique Poveda como Rogelio, Valentina Pareja como Marcela. |                          |                   |                                        |                           |                      |
| 16 | «El marido perfecto»     | Conrado Martínez  | Felipe Silva                           | 2 de enero de 2020        | 0.71                 |
| Santiago Aguilar es un atractivo empleado de una petrolera. A primera impresión puede parecer tímido. Después de 6 años de relación con su esposa Yadira, inicia una relación extramarital. Reparto: Santiago Ramundo como Santiago Aguilar, Ariel Prieto como Salomón Barraza, Amor Flores como Bianca, Aroa Gimeno como Policía, Gibrán Cantú como Policía, Valeria Burgos como Yadira de Aguilar, Brianda Barajas como Lidia Mayorca, Chloé Parkinson como Sarita, Noa Roedel como Lily. |                          |                   |                                        |                           |                      |
| 17 | «La guerra en casa»      | Héctor Márquez    | Erick Hernández                        | 3 de enero de 2020        | 0.59                 |
| Kike es un marine y regresa a casa tras su estadía en la guerra de Afganistán, sufre de estrés postraumático y su esposa tiene miedo de pedir el divorcio por miedo a su reacción. Reparto: Gabriel Tarantini como Enrique "Kike" Hernández, Daniela Navarro como Rosy Hernández, Jairo Calero como Walter, Alba Roversi como Raquel, Karla Peniche como Magda, Alexander Torres como Marcos, Héctor Soberón como el Sr. Hernández, Luis Martínez como Gilberto, Jennifer Lemus como Marcela. |                          |                   |                                        |                           |                      |
| 18 | «El sustituto»           | Héctor Márquez    | Antonio Nogales                        | 6 de enero de 2020        | 0.73                 |
| Smart World es una afamada compañía. Desde fuera parece el paraíso laboral, pero no lo es. Víctor, uno de los ejecutivos de la compañía, se verá envuelto en un crimen atroz. Reparto: Gregorio Pernía como Víctor Espinosa, Alexandra Pomales como Eva, Fabián Pizzorno como Camilo Ayala, Mark Jackman como Óscar, Ever Bastidas como Iván Morales, Álex Pita como Ismael Ayala, Carlos Alberto Sánchez como Hernán Figueroa, Héctor Peña como Invitado de la fiesta, Tinno Delgado como Hombre de negocios, Mitch Lemos como Detective. |                          |                   |                                        |                           |                      |
| 19 | «Condenada a ser bella»  | Claudia Pedraza   | Piedad Arango Conchita Ruíz            | 7 de enero de 2020        | 0.77                 |
| Vanesa está obsesionada con ser la más bella en las redes sociales. Su hijo sufre las burlas de sus compañeros hacia su mamá. El esposo de Vanesa no le dará más dinero para una nueva cirugía. Reparto: Lorna Cepeda como Vanesa, Mauricio Mejía como David, Sebastián Amariles como Tomás, Juan Pablo Obregón como Sergio Lozano, Martha Restrepo como Patricia, Katherine Castrillón como Lina, Jhon Bedoya como Jorge. |                          |                   |                                        |                           |                      |
| 20 | «90 días»                | Javier Patrón Fox | Gilda Santana                          | 8 de enero de 2020        | 0.83                 |
| Marta es una periodista mexicana dedicada a investigar feminicidios, sufre un atentado y acepta la propuesta de matrimonio de Rafael. Pronto descubre el lado oscuro de su pareja. Reparto: Uriel del Toro como Rafael, Carla Carrillo como Marta Reyes, Verónica Montes como Gabriela, Juan Martín Jáuregui como Henry, Desireé Rivera como Miriam, Luz María Meza como Teresa, Catalina Salas como Lucy, Pahola Escalera como Andrea, Alberto Amador como Carlos. |                          |                   |                                        |                           |                      |
| 21 | «Indigna justicia»       | Claudia Pedraza   | Yamile Daza Diego Osorio Andrés Guzmán | 9 de enero de 2020        | 0.60                 |
| Liliana no ha podido superar el divorcio y el amor por Felipe, su exmarido. Todo el tema se le ha vuelto una obsesión, al punto de detonar la locura que había logrado domar por muchos años. Reparto: Carolina Gómez como Liliana Márquez, Andrés Suárez como Rafael, Natasha Klauss como Marta Benítez, Marcela Valencia como Madre de Liliana, Juanita Molina como Camila, Jonathan Cabrera como Pedro, Edwin Zamorano como Sicario. |                          |                   |                                        |                           |                      |
| 22 | «Tiquete one way»        | Nicolás Reyes     | Yamile Daza Diego Osorio               | 10 de enero de 2020       | 0.77                 |
| José Valdivieso es un joven encantador, su única misión en la vida es tener dinero sin esfuerzo alguno. Acostumbra a conquistar mujeres para luego estafarlas y finalmente librarse de ellas. Reparto: Sebastián Caicedo como José Valdivieso, Géraldine Zivic como Elsa Espineta, Kristina Lilley como Nicole, Inés Prieto como Berta, Lorena Biscoe como Giselle Espineta, Oscar Gómez como Arturo Parra, Edgar Duran como Andrés. |                          |                   |                                        |                           |                      |
| 23 | «Affaire»                | Claudia Pedraza   | Bibiana Mayorga                        | 13 de enero de 2020       | 0.67                 |
| Paola es la esposa perfecta, está casada con un ambicioso magistrado, pero no es feliz. Su mejor amiga le abre una cuenta en un portal de citas en línea para que conozca a un atractivo joven. Reparto: Jason Day como Daniel, Carolina Acevedo como Paola Molina, Juan Carlos Messier como Octavio Molina, Isabella Córdoba como Silvia. |                          |                   |                                        |                           |                      |
| 24 | «El escolta»             | Claudia Pedraza   | Bibiana Mayorga                        | 14 de enero de 2020       | 0.72                 |
| Jéssica es una madre de dos niños. Ella se separa de su esposo porque este la maltrataba. Tras migrar a Argentina, Jéssica regresa dispuesta a pedir la custodia de sus pequeños. Reparto: Juan Pablo Llano como Hernán Patiño, Carolina Cuervo como Jéssica Velez, Natalia Cuéllar como Karen, Pablo Rodríguez como Lucas, Alexander Laiseca como Amigo de Hernán, Alejandra Zuleta como Rosario, Jeronimo Lyentsov como Tomás Patiño, Adriano Lyentsov como Miguel Patiño. |                          |                   |                                        |                           |                      |
| 25 | «Encerrados»             | Javier Patrón Fox | Jörg Hiller María Cecilia Boenheim     | 15 de enero de 2020       | 0.78                 |
| Oliver y Marcela mantienen encerrados a sus 3 hijos, sometiéndolos a torturas cuando se portan mal. Estefanía, la mayor de los pequeños, sabe que fuera de su casa cárcel hay una vida mejor. Reparto: Isabella Sierra como Estefanía, Margarita Magaña como Marisela, Ricardo Esquerra como Oliver, Gaby Albo como Policía, Rodrigo Ventura como Fernando Iglesias, Valeria Guerrero como Violeta, Ricardo Gael como Antonio. |                          |                   |                                        |                           |                      |
| 26 | «Miradas que matan»      | Conrado Martínez  | Felipe Silva                           | 16 de enero de 2020       | 0.67                 |
| Leo es un joven atractivo e inteligente. Es estudiante de ingeniería y un lobo solitario. Una noche conoce a Daniela, una chica que adora con locura y quiere proteger a su manera. Reparto: Regina Pavón como Daniela Lozano, Jason Romo como Leo, Fran Meric como Ana, Alberto Garmassi como Gabriel, Ricardo Reynaud como Gustavo Montero, Sidney Robote como Toño Costas, Samantha Orozco como Celia, Yosef Torres como Vadir Montero, Marco Nuñez como Detective. |                          |                   |                                        |                           |                      |
| 27 | «Dominium»               | Otto Rodríguez    | Jörg Hiller María Cecilia Boenheim     | 17 de enero de 2020       | 0.68                 |
| Dos hermanas, Ariel y Silvana ingresan al grupo de autoayuda. Junto a otras jóvenes empiezan a hacer el curso. Pero, la ingenuidad de ambas las vuelve el blanco fácil de manipulación. Reparto: Carolina Mestrovic como Silvana Hiriarte, Gabriela Vergara como Soraya, Jorge Consejo como Luis, Vanessa Blandón como Ariel Hiriarte, Maité Fernández Domingo como Genoveva, Virginia Álvarez como Marta, Hely Ferrigny como José Hiriarte. |                          |                   |                                        |                           |                      |
| 28 | «Amor adolescente»       | —                 | —                                      | 20 de septiembre de 2020  | —                    |
| Tania es una ingenua y soñadora adolescente, pero nunca se lo ha creído por su marcada timidez. Ella se enamora perdidamente de su vecino Guillermo, un hombre casado de 40 años. |                          |                   |                                        |                           |                      |
| 29 | «La casa en el jardín»   | —                 | —                                      | 27 de septiembre de 2020  | —                    |
| Alma acusa a Ramón, su marido, de haberla tenido secuestrada durante varias semanas. Nadie conoce el paradero del agresor y la policía despliega un operativo para encontrarlo. |                          |                   |                                        |                           |                      |
| 30 | «La historia de María»   | —                 | —                                      | 4 de octubre de 2020      | —                    |
| A sus siete años, María presencia el asesinato de su familia a manos de un grupo irregular. Ella no puede olvidar el rostro del asesino y veinte años después, se encuentra con él. |                          |                   |                                        |                           |                      |
| 31 | «¿Qué pasó con Mara?»    | —                 | —                                      | 11 de octubre de 2020     | —                    |
| Mara es una millenial muy atractiva, con una personalidad extrovertida y a veces fuerte de carácter. Ella está acostumbrada a la vida rica de Miami. Un día desaparece y su auto es encontrado encendido. |                          |                   |                                        |                           |                      |
| 32 | «El sótano»              | —                 | —                                      | 18 de octubre de 2020     | —                    |
| Gabriel Trejo es un empleado burócrata y amigo ejemplar, un hombre de bien a los ojos de la sociedad con una capacidad analítica que sobrepasa la media. Él guarda en su casa un gran secreto. |                          |                   |                                        |                           |                      |
| 33 | «La desaparición de Ana» | —                 | —                                      | 25 de octubre de 2020     | —                    |
| Natalia es una chica que se deja influenciar fácilmente por sus amigos y sobre todo por su novio Lucas, que es 4 años mayor que ella. La adolescente hace todo por él, hasta la locura más descabellada. |                          |                   |                                        |                           |                      |
| 34 | «Juana, la mataviejitas» | —                 | —                                      | 1 de noviembre de 2020    | —                    |
| Juana es una persona ruda, trabajó en un hospital público y por eso está acostumbrada a lidiar con el dolor humano. Ella también sufrió desde niña y quiere cambiar su vida. |                          |                   |                                        |                           |                      |
| 35 | «El mal menor»           | —                 | —                                      | 8 de noviembre de 2020    | —                    |
| Diana y Alberto forman un matrimonio que acoge en su casa a un niño llamado Daniel, quien sufrió maltrato infantil por parte de su madre. Un día, ella reaparece supuestamente arrepentida. |                          |                   |                                        |                           |                      |
| 36 | «El filtro»              | —                 | —                                      | 15 de noviembre de 2020   | —                    |
| Sergio es técnico en sistemas y está lleno de deudas. Para mantener a su familia, encuentra un empleo nocturno, pero una noche descubre un video que lo deja frío. |                          |                   |                                        |                           |                      |
| 37 | «Abandonada»             | —                 | —                                      | 29 de noviembre de 2020   | —                    |
| Una fiesta en una finca en las afueras de la ciudad prometía ser la gran despedida del colegio para Jonathan, Sebastián y Carlos. Pero una broma cambia el rumbo de la noche. |                          |                   |                                        |                           |                      |